# Alina Shukh
Alina Anatoliïvna Shukh (née le 12 février 1999) est un athlète ukrainienne, spécialiste des épreuves combinées.

## Biographie

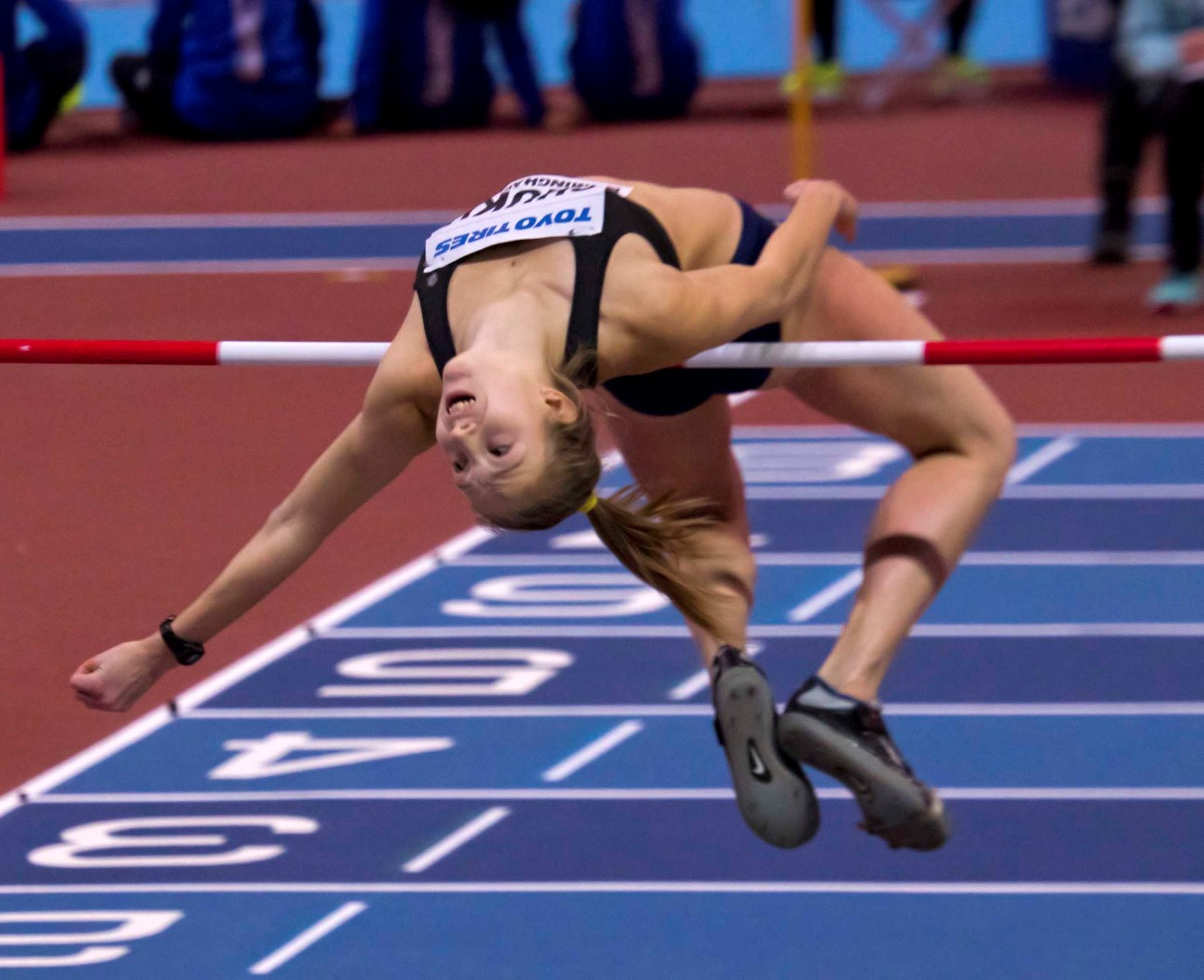
Alina Shukh lors des championnats du monde en salle de Birmingham en 2018.

Médaillée de bronze des Championnats du monde cadets en 2015 à Cali, Alina Shukh devient championne d'Europe de la même catégorie l'année suivante avec une performance de 6 186 points.
Le 27 janvier 2017, elle établit un record du monde junior en salle du pentathlon avec 4 550 points, améliorant de 15 unités la meilleure marque détenue depuis 2002 par la Suédoise Carolina Klüft. Elle confirme une semaine plus tard à Tallinn où elle totalise 4 542 points, avec notamment un record personnel en salle au saut en hauteur (1,89 m).
Le 2 juillet, elle porte à l'occasion de la Coupe d'Europe des épreuves combinées de Tallinn son record de l'heptathlon à 6 208 points, notamment grâce à des records sur les épreuves de sprint (malgré le très fort vent de face) et les lancers.
Le 20 juillet, elle prend part aux championnats d'Europe juniors de Grosseto où son duel avec la Suissesse Géraldine Ruckstuhl (qui l'a battu en 2015 à Cali, à Götzis en mai dernier mais dont elle a eu l'avantage à Tallinn deux semaines plus tôt) est l'un des moments les plus attendu de la compétition : dès la première épreuve et pour la 3e fois de la saison avec vent de face, Shukh bat son record sur 100 m haies en 14 s 46 (- 1,7 m/s). Elle réalise ensuite sa meilleure performance 2017 en hauteur (1,87 m) puis son record au poids (13,87 m) et au 200 m (25 s 97, + 0,3 m/s). À la fin de cette première journée, l'Ukrainienne est reléguée en 3e position avec 3 566 points, derrière Ruckstuhl (3 646 pts) mais aussi la Britannique Niamh Emerson (3 576 pts). Le lendemain, elle ouvre la compétition avec un 6,33 m à la longueur (record personnel mais trop venté, + 2,3 m/s) puis 54,51 m au javelot, lui permettant de totaliser 5 467 points avant la dernière épreuve qu'est le 800 m, mais aussi de prendre de l'avance sur Géraldine Ruckstuhl qui en est à 5 430 points. Ne restant qu'à 1 seconde de la Suissesse lors du 800 m, Alina Shukh parvient à remporter le titre junior avec 6 381 points, record personnel et meilleure performance mondiale de l'année chez les juniors.
Le 2 mars 2018, elle termine 7e des championnats du monde en salle de Birmingham avec 4 466 points.
Alignée à la fois sur l'heptathlon et le lancer du javelot aux championnats du monde juniors de Tampere, elle remporte la deuxième épreuve avec 55,95 m, mais se blesse et est contrainte d'abandonner pour les combinées.

## Palmarès
| Date | Compétition                          | Lieu       | Résultat | Épreuve    | Points    |
| ---- | ------------------------------------ | ---------- | -------- | ---------- | --------- |
| 2015 | Championnats du monde cadets         | Cali       | 3e       | Heptathlon | 5 896 pts |
| 2016 | Championnats d'Europe cadets         | Tbilissi   | 1re      | Heptathlon | 6 186 pts |
| 2017 | Championnats d'Europe en salle       | Belgrade   | 11e      | Pentathlon | 4 377 pts |
| 2017 | Hypo-Meeting                         | Götzis     | 16e      | Heptathlon | 6 106 pts |
| 2017 | Coupe d'Europe d'épreuves combinées  | Tallinn    | 1re      | Heptathlon | 6 208 pts |
| 2017 | Championnats d'Europe juniors        | Grosseto   | 1re      | Heptathlon | 6 381 pts |
| 2017 | Championnats du monde                | Londres    | 14e      | Heptathlon | 6 075 pts |
| 2018 | Championnats du monde en salle       | Birmingham | 7e       | Pentathlon | 4 466 pts |
| 2018 | Coupe d'Europe hivernale des lancers | Leiria     | 3e       | Javelot    | 55,02 m   |
| 2018 | Championnats du monde juniors        | Tampere    | 1re      | Javelot    | 55,95 m   |
| 2018 | Championnats d'Europe                | Berlin     | 15e      | Heptathlon | 5 985 pts |
| 2019 | Championnats d'Europe en salle       | Glasgow    | —        | Pentathlon | DNF       |
| 2019 | Championnats des Balkans             | Pravetz    | 1re      | Heptathlon | 6 042 pts |

## Records
| Épreuve           | Performance         | Lieu         | Date            |
| ----------------- | ------------------- | ------------ | --------------- |
| 100 mètres haies  | 14 s 29 (+ 0,6 m/s) | Kropyvnytsky | 21 juin 2018    |
| Saut en hauteur   | 1,92 m              | Loutsk       | 18 juin 2016    |
| Lancer du poids   | 14,43 m             | Berlin       | 9 août 2018     |
| 200 mètres        | 25 s 88 (+ 1,6 m/s) | Götzis       | 26 mai 2018     |
| Saut en longueur  | 6,29 m              | Götzis       | 28 mai 2017     |
| Lancer du javelot | 56,54 m             | Loutsk       | 6 juin 2017     |
| 800 mètres        | 2 min 10 s 93       | Götzis       | 27 mai 2018     |
| Heptathlon        | 6 381 pts           | Grosseto     | 21 juillet 2017 |

| Épreuve          | Performance   | Lieu  | Date            |
| ---------------- | ------------- | ----- | --------------- |
| 60 mètres haies  | 8 s 78        | Kiev  | 11 janvier 2019 |
| Saut en hauteur  | 1,90 m        | Soumy | 21 février 2020 |
| Lancer du poids  | 15,08 m       | Soumy | 7 février 2019  |
| Saut en longueur | 6,26 m        | Kiev  | 6 janvier 2017  |
| 800 mètres       | 2 min 15 s 24 | Soumy | 7 février 2019  |
| Pentathlon       | 4 602 pts     | Soumy | 31 janvier 2020 |